# Richard-Wagner-Straße 12 (Mönchengladbach)

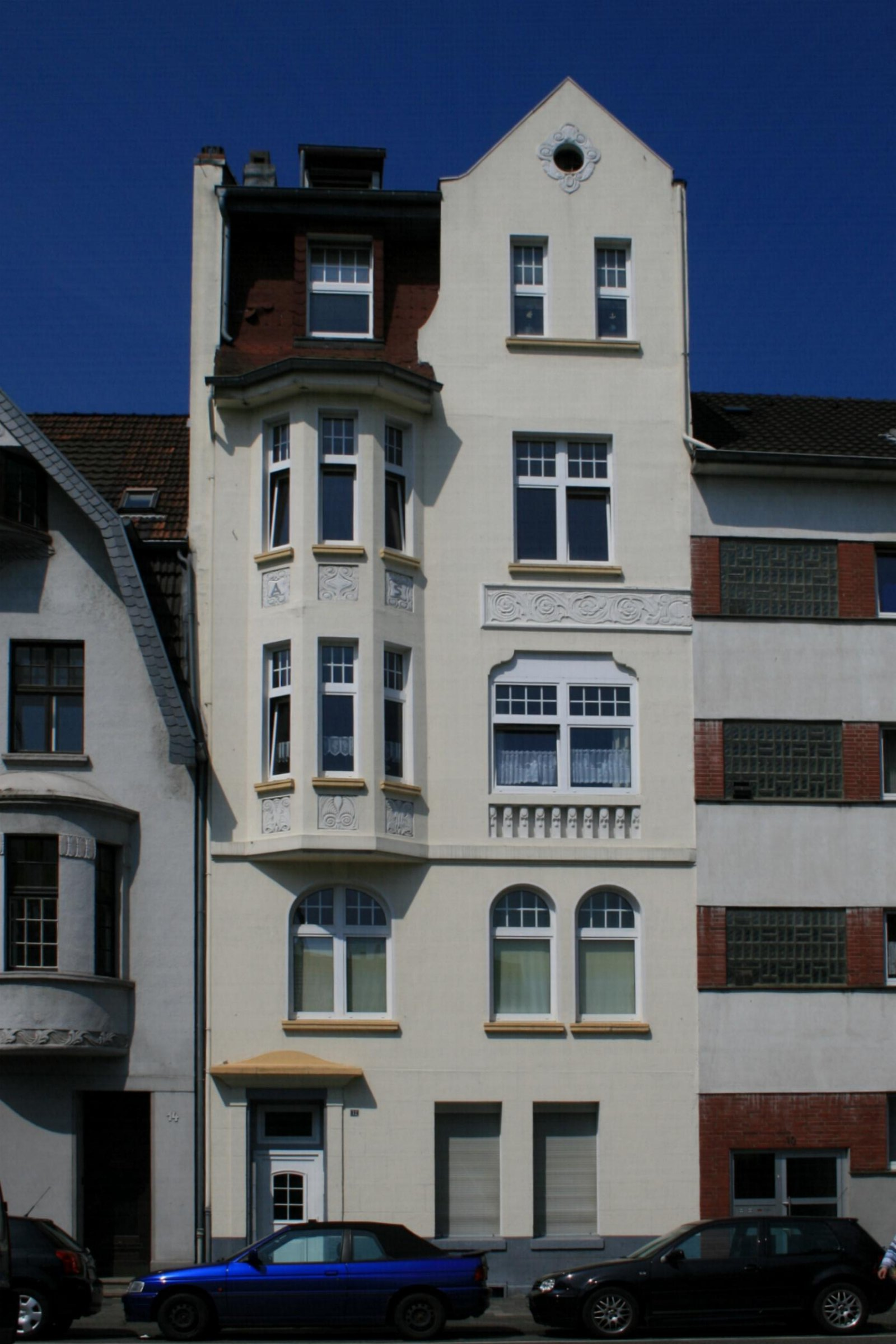
Wohnhaus (2010)

Das Wohnhaus Richard-Wagner-Straße 12 steht in Mönchengladbach (Nordrhein-Westfalen) im Stadtteil Dahl.
Das Gebäude wurde 1913 erbaut. Es wurde unter Nr. R 034 am 26. Januar 1989 in die Denkmalliste der Stadt Mönchengladbach eingetragen.

## Lage
Das Objekt steht am nördlichen Ende der Richard-Wagner-Straße kurz vor der Einmündung in die Hofstraße. 

## Architektur
Das Haus Nr. 12 entstand im Jahre 1913 und gehört zusammen mit dem Nachbarhaus  Nr. 14 und dem Eckhaus  Nr. 18 zu einem Restbestand der ursprünglichen Bebauung an dem nördlichen Teilstück der Richard-Wagner-Straße. Es handelt sich um ein eigentümliches fünfgeschossiges  und dabei außergewöhnlich schmales (zweiachsiges) Gebäude, das als Mehrfamilienhaus genutzt wird. Da es sich bei dem Gebäude um ein außergewöhnliches Einzelbauwerk in Mönchengladbach handelt, liegt eine Unterschutzstellung im öffentlichen Interesse.